# ECW World Tag Team Championship
Die ECW World Tag Team Championship war ein Wrestlingtitel der Promotion Extreme Championship Wrestling. Wie alle Titel im Wrestling erfolgte die Vergabe des Titels per Storyline und nicht im Sinne eines sportlichen Wettkampfs. Der Titel wurde am 23. Juni 1992 als NWA-ECW World Tag Team Championship eingeführt. Nach seiner Umbenennung am 27. August 1994 an blieb er bis zur Schließung der ECW am 11. April 2001 aktiv. Die Rechte liegen heute bei World Wrestling Entertainment (WWE).

## Hintergrund
Ursprünglich bekannt als Eastern Championship Wrestling war die ECW ein Teil der NWA. Dort wurde der Titel unter dem Namen NWA-ECW World Tag Team Championship am 23. Juni 1992 eingeführt. Erste Gewinner wurde das Tag-Team Super Destroyers um A. J. Petrucci und Doug Stahl, die ein Turnier-Finale gewinnen durften. Die beiden waren mit 283 Tagen auch die am längsten am Stück amtierenden Titelhalter.
Nach der Loslösung von der NWA und unter dem neuen Namen Extreme Championship Wrestling wurde auch der Name des Titels angepasst, der nun ab dem 27. August 1994 als ECW World Tag Team Championship firmierte. Als Team mit den meisten Titelregentschaften dominierten die Dudley Boyz diese Phase des Titels. Weitere bekannte Titelträger waren The Public Enemy (Johnny Grunge und Rocco Rock), die mit 369 Tagen auch die längste kombinierte Regentschaft hatten. Prominente Titelträger waren außerdem Cactus Jack, Chris Benoit, Dean Malenko und Rob Van Dam.
Der Titel wurde am 11. April 2001 eingestellt, nachdem ECW nach Insolvenz offiziell geschlossen wurde. Letzte Champions waren damit Danny Doring und Roadkill. 2003 wurden die Rechte an der ECW von World Wrestling Entertainment (WWE) aufgekauft, womit auch die Rechte am ECW World Tag Team Championship an Vince McMahons Unternehmen gingen. Der Championship wurde aber der Neuauflage als Brand im Gegensatz zum ECW Championship nicht neu aufgelegt.

## Liste der Titelträger
| #                                     | Champion                                                               | Nr. | Tage | Datum des Titelgewinns | Ort                      | Veranstaltung            | Bemerkung                                                                                        |
| ------------------------------------- | ---------------------------------------------------------------------- | --- | ---- | ---------------------- | ------------------------ | ------------------------ | ------------------------------------------------------------------------------------------------ |
| (NWA-)ECW World Tag Team Championship |                                                                        |     |      |                        |                          |                          |                                                                                                  |
| 1                                     | The Super Destroyers (A.J. Petrucci und Doug Stahl)                    | 1   | 283  | 23. Juni 1992          | Philadelphia, PA         | Liveshow                 | Gewannen gegen Glen Osbourne und Max Thrasher in einem turnierfinale                             |
| 2                                     | Tony Stetson und Larry Winters                                         | 1   | 1    | 2. April 1993          | Radnor, PA               | Hardcore TV #6           | Ausgestrahlt am 11. Mai 1993.                                                                    |
| 3                                     | The Suicide Blondes (Chris Candido, Johnny Hotbody und Chris Michaels) | 1   | 42   | 12. März 1993          | Philadelphia, PA         | Hardcore TV #8           | Ausgestrahlt am 25. Mai 1993. Wurde nach der Freebird Rule verteidigt                            |
| 4                                     | The Super Destroyers                                                   | 2   | < 1  | 15. Mai 1993           | Philadelphia, PA         | Hardcore TV #14          | Ausgestrahlt am 6. Juli 1993                                                                     |
| 5                                     | The Suicide Blondes                                                    | 2   | 61   | 15. Mai 1993           | Philadelphia, PA         | Hardcore TV #16          |                                                                                                  |
| –                                     | vakant                                                                 | –   | –    | 15. Juli 1993          | N/A                      | Hardcore TV #16          | Chris Candido verließ die ECW gen Smoky Mountain Wrestling.                                      |
| 6                                     | The Dark Patriot und Eddie Gilbert                                     | 1   | 54   | 8. August 1993         | Philadelphia, PA         | Hardcore TV #22          | Gewannen ein Turnierfinale gegen The Sandman und Sal Bellomo. Ausgestrahlt am 7. September 1993. |
| –                                     | vakant                                                                 | –   | –    | 1. Oktober 1993        | N/A                      | Bloodfest: Part 1        | Die Gilberts verließen ECW.                                                                      |
| 7                                     | Johnny Hotbody (3) und Tony Stetson (2)                                | 1   | 43   | 1. Oktober 1993        | Philadelphia, PA         | Bloodfest: Part 1        |                                                                                                  |
| 8                                     | Tommy Dreamer und Johnny Gunn                                          | 1   | 21   | 13. November 1993      | Philadelphia, PA         | November to Remember     |                                                                                                  |
| 9                                     | Kevin Sullivan und The Tazmaniac                                       | 1   | 21   | 4. Dezember 1993       | Philadelphia, PA         | Hardcore TV #36          | Ausgestrahlt am 14. Dezember 1993.                                                               |
| –                                     | vakant                                                                 | –   | –    | 5. Februar 1994        | Philadelphia, PA         |                          | Kontroverses Ende eines Matches gegen The Bruise Brothers                                        |
| 10                                    | Kevin Sullivan und The Tazmaniac                                       | 2   | 1    | 5. März 1994           | Philadelphia, PA         |                          | Besiegten The Bruise Brothers in einem Rückkampf.                                                |
| 11                                    | The Public Enemy (Johnny Grunge und Rocco Rock)                        | 1   | 174  | 6. März 1994           | Philadelphia, PA         | Hardcore TV #47          | Ausgestrahlt am 3. August 1994.                                                                  |
| 12                                    | Cactus Jack und Mikey Whipwreck                                        | 1   | 70   | 27. August 1994        | Philadelphia, PA         | Hardcore TV #73          | Ausgestrahlt am 6. September 1994.                                                               |
| 13                                    | The Public Enemy                                                       | 2   | 91   | 5. November 1994       | Philadelphia, PA         | November to Remember     | Ausgestrahlt am 15. November als Hardcore TV #82.                                                |
| 14                                    | The Dangerous Alliance (Sabu und The Tazmaniac (3))                    | 1   | 21   | 4. Februar 1995        | Philadelphia, PA         | Double Tables            |                                                                                                  |
| 15                                    | Chris Benoit und Dean Malenko                                          | 1   | 42   | 25. Februar 1995       | Philadelphia, PA         | Return of the Funker     |                                                                                                  |
| 16                                    | The Public Enemy                                                       | 3   | 83   | 8. April 1995          | Philadelphia, PA         | Three Way Dance          |                                                                                                  |
| 17                                    | Raven und Stevie Richards                                              | 1   | 78   | 30. Juni 1995          | Jim Thorpe, PA           | Hardcore TV #115         | Ausgestrahlt am 7. April 1995.                                                                   |
| 18                                    | The Pitbulls (Pittbull #1 und Pittbull #2)                             | 1   | 21   | 16. September 1995     | Philadelphia, PA         | Gangstas Paradise        | Ausgestrahlt am 19. September 1995 als Hardcore TV #126.                                         |
| 19                                    | Raven und Stevie Richards                                              | 2   | < 1  | 7. Oktober 1995        | Philadelphia, PA         | Hardcore TV #130         | Ausgestrahlt am 17. Oktober 1995.                                                                |
| 20                                    | The Public Enemy                                                       | 4   | 21   | 7. Oktober 1995        | Philadelphia, PA         | Hardcore TV #131         | Ausgestrahlt am 24. Oktober 1995.                                                                |
| 21                                    | 2 Cold Scorpio und The Sandman                                         | 1   | 62   | 28. Oktober 1995       | Philadelphia, PA         | Hardcore TV #133         | Ausgestrahlt am 7. November 1995.                                                                |
| 22                                    | Cactus Jack und Mikey Whipwreck                                        | 2   | 36   | 29. Dezember 1995      | New York City, NY        | Holiday Hell 1995        |                                                                                                  |
| 23                                    | The Eliminators (Kronus und Saturn)                                    | 1   | 182  | 3. Februar 1996        | New York City, NY        | Big Apple Blizzard Blast |                                                                                                  |
| 24                                    | The Gangstas (Mustafa Saed und New Jack)                               | 1   | 139  | 3. August 1996         | Philadelphia, PA         | Doctor Is In             |                                                                                                  |
| 25                                    | The Eliminators                                                        | 2   | 85   | 20. Dezember 1996      | Middletown, NY           | Hardcore TV #193         | Ausgestrahlt am 31. Dezember 1996.                                                               |
| 26                                    | The Dudley Boyz (Buh Buh Ray und D-Von)                                | 1   | 29   | 15. März 1997          | Philadelphia, PA         | Hostile City Showdown    |                                                                                                  |
| 27                                    | The Eliminators                                                        | 3   | 68   | 13. April 1997         | Philadelphia, PA         | Barely Legal             |                                                                                                  |
| 28                                    | The Dudley Boyz                                                        | 2   | 29   | 20. Juni 1997          | Waltham, MA              | Hardcore TV #218         | Ausgestrahlt am 26. Juni 1997.                                                                   |
| 29                                    | The Gangstas                                                           | 2   | 29   | 19. Juli 1997          | Philadelphia, PA         | Heat Wave 1997           | Ausgestrahlt am 24. Juli 1997 als Hardcore TV #222.                                              |
| 30                                    | The Dudley Boyz                                                        | 3   | 34   | 17. August 1997        | Fort Lauderdale, Florida | Hardcore Heaven          |                                                                                                  |
| 31                                    | The Gangstanators (Kronus (4) und New Jack (3))                        | 1   | 28   | 20. September 1997     | Philadelphia, PA         | As Good as It Gets       | Ausgestrahlt am 27. September 1997.                                                              |
| 32                                    | The Full Blooded Italians (Little Guido und Tracy Smothers)            | 1   | 48   | 18. Oktober 1997       | Philadelphia, PA         | Hardcore TV #236         | Ausgestrahlt am 1. November 1997.                                                                |
| 33                                    | Can-Am Express (Doug Furnas und Phil LaFon)                            | 1   | 1    | 5. Dezember 1997       | Waltham, MA              | Liveshow                 |                                                                                                  |
| 34                                    | Chris Candido (3) und Lance Storm                                      | 1   | 203  | 6. Dezember 1997       | Philadelphia, PA         | Better Than Ever         |                                                                                                  |
| 35                                    | Rob Van Dam und Sabu (2)                                               | 1   | 119  | 27. Juni 1998          | Philadelphia, PA         | Hardcore TV #271         | Ausgestrahlt am 1. Juli 1998.                                                                    |
| 36                                    | The Dudley Boyz                                                        | 4   | 8    | 24. Oktober 1998       | Cleveland, OH            | Hardcore TV #288         | Ausgestrahlt am 28. Oktober 1998.                                                                |
| 37                                    | Balls Mahoney und Masato Tanaka                                        | 1   | 5    | 1. November 1998       | New Orleans, LA          | November to Remember     |                                                                                                  |
| 38                                    | The Dudley Boyz                                                        | 5   | 37   | 6. November 1998       | New York City, NY        | Hardcore TV #290         | Ausgestrahlt am 11. November 1998.                                                               |
| 39                                    | Sabu (3) und Rob Van Dam (2)                                           | 2   | 125  | 13. Dezember 1998      | Tokyo, Japan             | ECW/FMV Supershow II     | Ausgestrahlt am 16. Dezember 1998.                                                               |
| 40                                    | The Dudley Boyz                                                        | 6   | 92   | 17. April 1999         | Buffalo, NY              | Hardcore TV #312         | Ausgestrahlt am 23. April 1999.                                                                  |
| 41                                    | Spike Dudley und Balls Mahoney (2)                                     | 1   | 26   | 18. Juli 1999          | Dayton, OH               | Heat Wave                |                                                                                                  |
| 42                                    | The Dudley Boys                                                        | 7   | 1    | 13. August 1999        | Cleveland, OH            | Hardcore TV #330         | Ausgestrahlt am 20. August 1999.                                                                 |
| 43                                    | Spike Dudley und Balls Mahoney (3)                                     | 2   | 12   | 14. August 1999        | Toledo, OH               | Hardcore TV #331         | Ausgestrahlt am 27. August 1999.                                                                 |
| 44                                    | The Dudley Boyz                                                        | 8   | < 1  | 26. August 1999        | New York City, NY        | ECW on TNN#2             | Ausgestrahlt am 3. September 1999.                                                               |
| 45                                    | Tommy Dreamer (2) und Raven (3)                                        | 1   | 136  | 26. August 1999        | New York City, NY        | ECW on TNN#2             | Ausgestrahlt am 3. September 1999.                                                               |
| 46                                    | Impact Players (Justin Credible und Lance Storm (2))                   | 1   | 48   | 26. August 1999        | Birmingham, AL           | Guilty as Charged        |                                                                                                  |
| 47                                    | Tommy Dreamer (3) und Masato Tanaka (2)                                | 1   | 7    | 26. Februar 2000       | Cincinnati, OH           | Hardcore TV #358         | Ausgestrahlt am 7. März 2000.                                                                    |
| 48                                    | Mike Awesome und Raven (4)                                             | 1   | 8    | 4. März 2000           | Philadelphia, PA         | ECW on TNN#29            | Ausgestrahlt am 10. März 2000                                                                    |
| 49                                    | Impact Players (Justin Credible und Lance Storm (3))                   | 2   | 41   | 12. März 2000          | Danbury, CT              | Living Dangerously       |                                                                                                  |
| –                                     | vakant                                                                 | –   | –    | 22. April 2000         | Philadelphia, PA         | Liveshow                 | Lance Storm verließ die ECW gen World Championship Wrestling                                     |
| 50                                    | Yoshihiro Tajiri und Mikey Whipwrek                                    | 1   | 1    | 7. Oktober 1995        | New York City, NY        | ECW on TNN#55            | Ausgestrahlt am 1. September 1999.                                                               |
| 20                                    | Full Blooded Italians (Little Guido (2) und Tony Mamaluke)             | 1   | 99   | 26. August 2000        | New York City, NY        | ECW on TNN#56            | Ausgestrahlt am 8. September 1999.                                                               |
| 52                                    | Danny Doring und Roadkill                                              | 1   | 129  | 3. Dezember 2000       | New York City, NY        | Massacre on 34th Street  | Letzte Tag-Team-Champions                                                                        |
| –                                     | Deaktiviert                                                            | –   | –    | –                      | –                        | –                        | ECW schließt am 11. April 2001                                                                   |

## Statistik

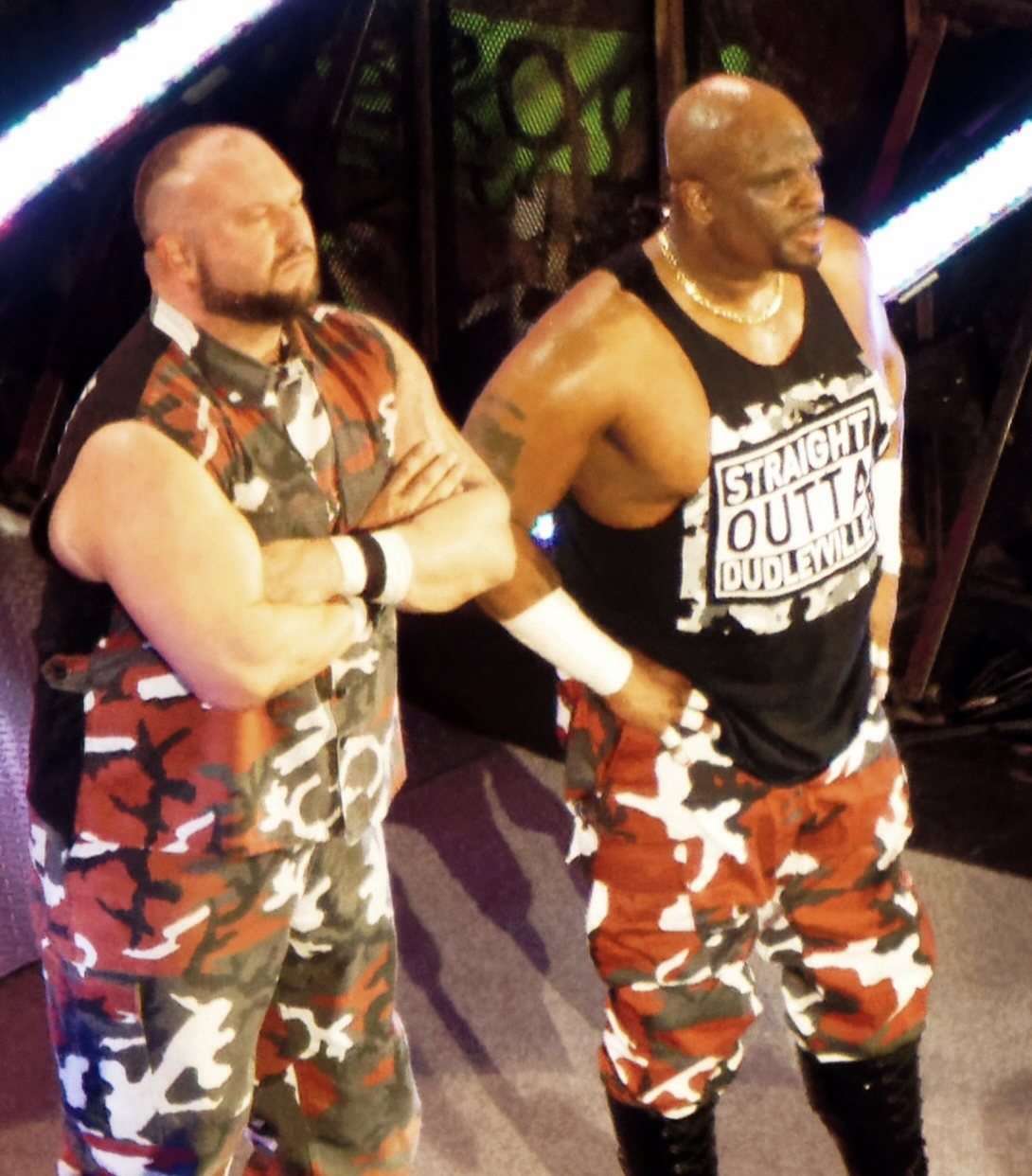
The Dudley Boyz hielten den Tag Team Championship acht Mal

Liste der Titelträger nach Zeit
| Rang | Team                                                                   | Anzahl | Gesamtzeit |
| ---- | ---------------------------------------------------------------------- | ------ | ---------- |
| 1    | Johnny Grunge und Rocco Rock (The Public Enemy)                        | 4×     | 369        |
| 2    | Kronus und Saturn (The Eliminators)                                    | 3×     | 335        |
| 3    | Buh Buh und D-Von Dudley (The Dudley Boyz)                             | 8×     | 291        |
| 4    | A.J. Petrucci und Doug Stahl (The Super Destroyers)                    | 2×     | 283        |
| 5    | Sabu und Rob Van Dam                                                   | 2×     | 244        |
| 6    | Chris Candido und Lance Storm                                          | 1×     | 203        |
| 7    | Mustapha Saed und New Jack (The Gangstas)                              | 2×     | 168        |
| 8    | Tommy Dreamer und Raven                                                | 1×     | 136        |
| 9    | Danny Doring und Roadkill                                              | 1×     | 129        |
| 10   | Cactus Jack und Mikey Whipwreck                                        | 2×     | 106        |
| 11   | Little Guido und Tony Mamaluke (The Full Blooded Italians)             | 1×     | 99         |
| 12   | Chris Candido, Johnny Hotbody und Chris Michaels (The Suicide Blondes) | 2×     | 88         |
| 13   | Justin Credible und Lance Storm (Impact Players)                       | 2×     | 79         |
| 14   | Raven und Stevie Richards                                              | 2×     | 78         |
| 15   | Kevin Sullivan und The Tazmaniac                                       | 2×     | 64         |
| 16   | 2 Cold Scorpio und The Sandman                                         | 1×     | 62         |
| 17   | The Dark Patriot und Eddie Gilbert                                     | 1×     | 54         |
| 18   | Little Guido und Tracy Smothers (The Full Blooded Italians)            | 1×     | 48         |
| 19   | Johnny Hotbody und Tony Stetson                                        | 1×     | 43         |
| 20   | Chris Benoit und Dean Malenko                                          | 1×     | 42         |
| 21   | Spike Dudley und Balls Mahoney                                         | 2×     | 38         |
| 22   | Kronus und New Jack (The Gangstanators)                                | 1×     | 28         |
| 23   | Tommy Dreamer und Johnny Gunn                                          | 1×     | 21         |
| 23   | Sabu und The Tazmaniac                                                 | 1×     | 21         |
| 23   | Pitbull #1 und Pitbull #2 (The Pitbulls)                               | 1×     | 21         |
| 26   | Mike Awesome und Raven                                                 | 1×     | 8          |
| 27   | Tommy Dreamer und Masato Tanaka                                        | 1×     | 7          |
| 28   | Balls Mahoney und Masato Tanaka                                        | 1×     | 5          |
| 29   | Tony Stetson und Larry Winters                                         | 1×     | 1          |
| 29   | Doug Furnas und Phil LaFon                                             | 1×     | 1          |
| 29   | Yoshihiro Tajiri und Mikey Whipwreck                                   | 1×     | 1          |

### Einzelwrestler
| Rang | Wrestler           | Anzahl | Gesamtzeit |
| ---- | ------------------ | ------ | ---------- |
| 1    | Johnny Grunge      | 4×     | 369        |
| 1    | Rocco Rock         | 4×     | 369        |
| 3    | Kronus             | 4×     | 363        |
| 4    | Saturn             | 3×     | 335        |
| 5    | Chris Candido      | 3×     | 291        |
| 5    | D-Von Dudley       | 8×     | 291        |
| 5    | Buh Buh Ray Dudley | 8×     | 291        |
| 8    | A.J. Petrucci      | 2×     | 283        |
| 8    | Doug Stahl         | 2×     | 283        |
| 10   | Lance Storm        | 3×     | 282        |
| 11   | Sabu               | 3×     | 265        |
| 12   | Rob Van Dam        | 2×     | 244        |
| 13   | Raven              | 4×     | 222        |
| 14   | New Jack           | 3×     | 196        |
| 15   | Mustapha Saed      | 2×     | 168        |
| 16   | Tommy Dreamer      | 3×     | 164        |
| 17   | Little Guido       | 2×     | 149        |
| 18   | Johnny Hotbody     | 3×     | 131        |
| 19   | Roadkill           | 1×     | 129        |
| 19   | Danny Doring       | 1×     | 129        |
| 21   | Mikey Whipwreck    | 3×     | 107        |
| 22   | Cactus Jack        | 2×     | 106        |
| 23   | Tony Mamaluke      | 1×     | 99         |
| 24   | Kevin Sullivan     | 1×     | 64         |
| 25   | Chris Michaels     | 2×     | 88         |
| 26   | The Tazmaniac      | 3×     | 84         |
| 27   | Justin Credible    | 2×     | 79         |
| 28   | Stevie Richards    | 2×     | 78         |
| 29   | The Sandman        | 1×     | 62         |
| 29   | 2 Cold Scorpio     | 1×     | 62         |
| 31   | Eddie Gilbert      | 1×     | 54         |
| 31   | The Dark Patriot   | 1×     | 54         |
| 33   | Tracy Smothers     | 1×     | 48         |
| 34   | Tony Stetson       | 2×     | 44         |
| 35   | Balls Mahoney      | 3×     | 43         |
| 36   | Chris Benoit       | 1×     | 42         |
| 36   | Dean Malenko       | 1×     | 42         |
| 38   | Spike Dudley       | 2×     | 38         |
| 39   | Johnny Gunn        | 1×     | 21         |
| 39   | Pitbull #1         | 1×     | 21         |
| 39   | Pitbull #2         | 1×     | 21         |
| 42   | Masato Tanaka      | 2×     | 12         |
| 43   | Mike Awesome       | 1×     | 7          |
| 44   | Larry Winters      | 1×     | 1          |
| 44   | Doug Furnas        | 1×     | 1          |
| 44   | Phil LaFon         | 1×     | 1          |
| 44   | Yoshihiro Tajiri   | 1×     | 1          |